# Каттанео делла Вольта, Доменико
Доменико Каттанео делла Вольта Палеолого (итал. Domenico Cattaneo della Volta Paleologo; 21 декабря 1696, Неаполь — 21 октября 1782, Неаполь), 3-й князь ди Сан-Никандро — неаполитанский придворный.

## Биография
Сын Бальдассаре Каттанео делла Вольта Палеолого, 2-го князя ди Сан-Никандро, и Изабеллы Каэтани из рода герцогов Сермонетты.
Семья Каттанео происходила из Генуи, переселилась в Неаполь в 1643 году, и получила титул принцев Сан-Никандро в 1649 году.
Доменико Каттанео получил орден Святого Януария в 1740 году, достоинство гранда Испании 8 февраля 1742, а 22 сентября 1752 он был пожалован в рыцари ордена Золотого руна с поручением королю Обеих Сицилий передать ему орденскую цепь.
С 1755 года он был наставником принцев Филиппа, Карло Антонио и Фердинанда Неаполитанских. Он имел большое влияние на всех троих, и особенно на Фердинанда. Главный дворцовый распорядитель, дворянин Палаты неаполитанского монарха и его посол в Мадриде, он был членом Государственного совета, а с 6 октября 1759 по 12 января 1767 главой Регентского совета в период несовершеннолетия Фердинанда IV Неаполитанского, взошедшего на престол в возрасте восьми лет.
В состав совета также входили Джузеппе Паппакода, принц Джентола, Пьетро Болонья, принц Кампореале, генерал Микеле Реджо, бальи Мальтийского ордена, Доменико Сангро, генерал-капитан армии, Якопо Милано, принц Ардоре, Лелио Карафа, капитан гвардии; его возглавляли маркиз Бернардо Тануччи, реформист, и Каттанео, более консервативных взглядов.
В Регентском совете деятельность Каттанео была направлена на защиту привилегий аристократии и церкви, что привело к жесткому конфликту с Тануччи, из-за которого регентство было малоэффективным. Фактически, за двумя лидерами выстроилось равное количество других регентов, так что несколько раз Совет был парализован из-за нулевого результата голосования. Вокруг Каттанео, который пользовался поддержкой королевы Марии Амалии и иезуитов, была собрана своего рода партия, в которую входили представители традиционной аристократии, группы, державшие финансовую монополию в столице, и те, кто пытался использовать в своих целях положение Каттанео при дворе и его влияние на короля. В лице Каттанео и его сторонников церковные власти находили последовательную поддержку всякий раз, когда позиция Церкви в Неаполитанском королевстве подвергалась угрозе из-за антиклерикальной ориентации Тануччи.
Сам Каттанео не брезговал никакими финансовыми махинациями, заработав значительные суммы на спекуляции зерном в период неурожая, и активно наживался на продаже должностей, званий и льгот.
Он имел репутацию грубого человека, и когда занял пост наставника неаполитанских принцев, был человеком средних лет, из богатой семьи, худощавый и стройный, любил гимнастические упражнения, верховую езду и охоту, увлечения, которые он передал своему ученику. По мнению многих авторов, Каттанео был известен своим невежеством и был озабочен физическим, но не интеллектуальным, развитием Фердинанда, рассчитывая использовать неразвитость принца для того, чтобы сохранить влияние на него.
В этом Каттанео не преуспел, Фердинанд тяготился его опекой и, приближаясь к совершеннолетию, несколько раз, и публично, унижал его до такой степени, что, по общему мнению, это заставило воспитателя уйти в отставку в 1768 году с должности дворцового распорядителя.

## Семья
Жена (4.08.1717): Джулия ди Капуа (3.07.1701—6.05.1763), 12-я герцогиня Термоли, графиня Анверсы (1717), сеньора Сан-Мартино, дочь Винченцо ди Капуа, неаполитанского патриция, и Иполиты Пиньятелли, 10-й герцогини Термоли, графини Анверсы. В браке было четырнадцать детей, большинство из которых не достигли совершеннолетия
Дети:
- Франческо (23.05.1721—4.05.1790), князь Сан-Никандро, герцог Термоли. Жена 1) (22.01.1745): Анна Катерина Аквавива д’Арагона (ум. 15.05.1747), дочь Джулио Антонио Аквавивы д’Арагоны, 11-го герцога ди Нардо, и Марии Терезы Спинелли; 2) (10.04.1748): Марианна Бонкомпаньи (29.09.1730—4.02.1812), дочь Джулио Бонкомпаньи, герцога ди Сора, и Лауры Киджи